# Vítonice (ort i Tjeckien, Södra Mähren)
Vítonice är en ort i Tjeckien.   Den ligger i regionen Södra Mähren, i den sydöstra delen av landet, 180 km sydost om huvudstaden Prag. Vítonice ligger 203 meter över havet och antalet invånare är 227.
Terrängen runt Vítonice är huvudsakligen platt. Vítonice ligger nere i en dal. Runt Vítonice är det ganska glesbefolkat, med 42 invånare per kvadratkilometer. Närmaste större samhälle är Znojmo, 13,0 km sydväst om Vítonice. Trakten runt Vítonice består till största delen av jordbruksmark.